# AHL All-Star Team
All-Star Team AHL je ideální sestava sezóny severoamerické hokejové American Hockey League. Je vyhlašována ve formátu 1. a 2. All Star Týmu. Vyhlašování začalo již ve druhé sezoně existence ligy - 1937/38.
Obránce Jim Morrison byl nejčastěji nominován, celkově osmkrát - jednou do prvního All star týmu a sedmkrát do druhého.

## První All-Star Team
Nejvíce nominací: 
- 5 - Johny Bower, Frank Mathers, Fred Glover,Pete Backor

- 4 - Al Albour, Steve Kraftcheck, Pete Leswick

- 3 - více hráčů

| Sezona  | Brankář              | Obránce            | Obránce                  | Levé křídlo                 | Centr                    | Pravé křídlo               |
| ------- | -------------------- | ------------------ | ------------------------ | --------------------------- | ------------------------ | -------------------------- |
| 2019/20 | Kaapo Kahkonen       | Jake Bean          | Brennan Menell           | Reid Boucher                | Josh Norris              | Sam Anas                   |
| 2018/19 | Alex Nedeljkovic     | John Gilmour       | Zach Redmond             | Daniel Carr                 | Carter Verhaeghe         | Jeremy Bracco              |
| 2017/18 | Garret Sparks        | Jacob MacDonald    | Sami Niku                | Chris Terry                 | Philip Varone            | Mason Appleton             |
| 2016/17 | Troy Grosenick       | Matt Taormina      | T. J. Brennan            | Kenny Agostino              | Wade Megan               | Taylor Beck                |
| 2015/16 | Peter Budaj          | Brandon Montour    | T. J. Brennan            | Chris Bourque               | Frank Vatrano            | Seth Griffith              |
| 2014/15 | Matt Murray          | Chris Wideman      | Brad Hunt                | Chris Bourque               | Andy Miele               | Teemu Pulkkinen            |
| 2013/14 | Jake Allen           | Adam Clendening    | T. J. Brennan            | Mike Hoffman                | Travis Morin             | Colton Sceviour            |
| 2012/13 | Niklas Svedberg      | Sami Vatanen       | Justin Schultz           | Gustav Nyquist              | Tyler Johnson            | Jonathan Marchessault      |
| 2011/12 | Yann Danis           | Mark Barberio      | Paul Postma              | Chris Bourque               | Keith Aucoin             | Kyle Palmieri              |
| 2010/11 | Brad Thiessen        | Maxim Noreau       | Marc-André Gragnani      | Alexandre Giroux            | Corey Locke              | Mark Mancari               |
| 2009/10 | Jonathan Bernier     | P. K. Subban       | Danny Groulx             | Alexandre Giroux            | Keith Aucoin             | Jérôme Samson              |
| 2008/09 | Cory Schneider       | Johnny Boychuk     | Danny Syvret             | Alexandre Giroux            | Keith Aucoin             | Pierre-Alexandre Parenteau |
| 2007/08 | Michael Leighton     | Andrew Hutchinson  | Lawrence Nycholat        | Pascal Pelletier            | Jason Krog               | Teddy Purcell              |
| 2006/07 | Jason LaBarbera      | Micki DuPont       | Sheldon Brookbank        | Brett Sterling              | Martin St. Pierre        | Darren Haydar              |
| 2005/06 | Dany Sabourin        | Andy Delmore       | Curtis Murphy            | Donald MacLean              | Erik Westrum             | Kirby Law                  |
| 2004/05 | Ryan Miller          | Niklas Kronwall    | Travis Roche             | Simon Gamache               | Jason Spezza             | Chuck Kobasew              |
| 2003/04 | Jason LaBarbera      | Bryan Muir         | Curtis Murphy            | Denis Hamel                 | Éric Perrin              | Jeff Hamilton              |
| 2002/03 | Marc Lamothe         | Ray Giroux         | Curtis Murphy            | Jean-Guy Trudel             | Matt Herr                | Jason Ward                 |
| 2001/02 | Martin Prusek        | John Gruden        | John Slaney              | Jason Chimera               | Eric Boguniecki          | Brad Smyth                 |
| 2000/01 | Dwayne Roloson       | Steve Bancroft     | John Slaney              | Jean-Guy Trudel             | Derek Armstrong          | Mark Greig Brad Smyth      |
| 1999/00 | Martin Brochu        | Brad Tiley         | Shawn Heins              | Mike Maneluk                | Serge Aubin              | Christian Matte            |
| 1998/99 | Martin Biron         | Brandon Smith      | Ken Sutton               | Landon Wilson               | Randy Robitaille         | Shane Willis               |
| 1997/98 | Scott Langkow        | Jamie Heward       | Bryan Helmer             | Craig Darby                 | Daniel Brière            | Ryan Mulhern               |
| 1996/97 | Jean-François Labbé  | Terry Hollinger    | Darren Rumble            | Václav Prospal              | Patrik Juhlin            | Blair Atcheynum            |
| 1995/96 | Manny Legace         | Jamie Heward       | Barry Richter            | Steve Sullivan              | Peter Ferraro            | Brad Smyth                 |
| 1994/95 | Jim Carey            | Kevin Dean         | Jeff Serowik             | Michel Picard               | Steve Larouche           | Dwayne Norris              |
| 1993/94 | Byron Dafoe          | Jason York         | Chris Snell              | Rich Chernomaz              | Tim Taylor               | Mark Pederson              |
| 1992/93 | Corey Hirsch         | Brent Severyn      | Bobby Dollas             | Dan Currie                  | Chris Tancill            | Don Biggs                  |
| 1991/92 | Félix Potvin         | Greg Hawgood       | Shawn Evans              | John Anderson               | Chris Tancill            | Shaun Van Allen            |
| 1990/91 | David Littman        | Norm Maciver       | Bill Houlder             | Michel Picard               | Kevin Todd               | Jody Gage                  |
| 1989/90 | Jean-Claude Bergeron | Don McSween        | Eric Weinrich            | Paul Ysebaert               | Mark Pederson            | Donald Audette             |
| 1988/89 | Randy Exelby         | David Fenyves      | Paul Boutilier           | Benoît Brunet               | Stéphan Lebeau           | Brian Dobbin               |
| 1987/88 | Wendell Young        | Brad Shaw          | David Fenyves Doug Houda | Tom Martin                  | Bruce Boudreau           | Jody Gage                  |
| 1986/87 | Daren Puppa          | Brad Shaw          | Richie Dunn              | Tim Tookey                  | Glenn Merkosky           | Brett Hull                 |
| 1985/86 | Ron Hextall          | Kevin McCarthy     | Jim Wiemer               | Paul Fenton                 | Paul Gardner             | Jody Gage                  |
| 1984/85 | Jon Casey            | Greg Joly          | Richie Dunn              | Pierre Rioux                | Paul Gardner             | Steve Thomas               |
| 1983/84 | Brian Ford           | Rick Lapointe      | Garry Lariviere          | Claude Larose               | Murray Eaves             | Mal Davis                  |
| 1982/83 | Bob Janecyk          | Greg Tebbutt       | Rob Gladney              | Reg Thomas                  | Ross Yates               | Tony Currie                |
| 1981/82 | Bob Janecyk          | Norm Barnes        | Dave Farrish             | BBob Sullivan               | Mike Kaszycki            | Gordie Clark               |
| 1980/81 | Pelle Lindbergh      | Bob Hess           | Craig Levie              | Dave Gorman                 | Dan Daoust               | Mark Lofthouse             |
| 1979/80 | Rick St. Croix       | Bob Neely          | Rick Vasko               | Norm Dubé                   | Bill Lochead             | Gordie Clark               |
| 1978/79 | Lindsay Middlebrook  | John Bednarski     | Terry Murray             | Yves Preston                | Bernie Johnston          | Rocky Saganiuk             |
| 1977/78 | Réjean Lemelin       | Rick Wilson        | Terry Murray             | Blake Dunlop                | Al Hill                  | Gord Brooks                |
| 1976/77 | Ed Walsh             | John Bednarski     | Brian Engblom            | Walt Ledingham              | Doug Gibson              | Ed Johnstone               |
| 1975/76 | Dave Elenbaas        | Terry Murray       | Noel Price               | Dave Hynes                  | Ron Andruff              | Jean-Guy Gratton           |
| 1974/75 | Ed Walsh             | Rick Chartraw      | Joe Zanussi              | Jerry Holland               | Doug Gibson              | Pierre Laganière           |
| 1973/74 | Jim Shaw             | Gord Smith         | Steve West               | Murray Kuntz                | Ron Busniuk              | Rick Middleton             |
| 1972/73 | Doug Grant           | Ray McKay          | Bob Murray               | Yvon Lambert                | Bill Inglis              | Tony Featherstone          |
| 1971/72 | Dan Bouchard         | Terry Ball         | Noel Price               | Pete Laframboise            | Garry Peters             | Wayne Rivers               |
| 1970/71 | Andy Brown           | Marshall Johnston  | Ralph MacSweyn           | Don Blackburn Joey Johnston | Fred Speck               | Marc Dufour                |
| 1969/70 | Gilles Villemure     | Guy Lapointe       | Noel Price               | Doug Robinson               | Jude Drouin              | Guy Trottier               |
| 1968/69 | Gilles Villemure     | Ralph Keller       | Bob Blackburn            | Jeannot Gilbert             | Michel Harvey            | Guy Trottier               |
| 1967/68 | Gerry Desjardins     | Ron Ingram         | Mike Nykoluk             | Bob Barlow                  | Bill Needham             | Eddie Kachur               |
| 1966/67 | André Gill           | Dale Rolfe         | Bob McCord               | Roger DeJordy               | Gord Labossiere          | Wayne Hicks                |
| 1965/66 | Claude Dufour        | Al Arbour          | Jim Morrison             | Dick Gamble                 | Joe Szura                | Gerry Ehman                |
| 1964/65 | Gerry Cheevers       | Al Arbour          | Larry Hillman            | Len Lunde                   | Art Stratton             | Pat Hannigan               |
| 1963/64 | Gump Worsley         | Al Arbour          | Ted Harris               | Yves Locas                  | Art Stratton             | Gerry Ehman                |
| 1962/63 | Denis DeJordy        | Al Arbour          | Marc Reaume              | John Ferguson               | Art Stratton             | John McKenzie              |
| 1961/62 | Marcel Paille        | Aldo Guidolin      | Kent Douglas             | Barry Cullen                | Fred Glover              | Bill Sweeney               |
| 1960/61 | Marcel Paille        | Aldo Guidolin      | Bob McCord               | Dick Gamble                 | Phil Maloney             | Bruce Cline                |
| 1959/60 | Ed Chadwick          | Larry Hillman      | Steve Kraftcheck         | Stan Smrke                  | Fred Glover              | Bill Sweeney               |
| 1958/59 | Marcel Paille        | Ivan Irwin         | Steve Kraftcheck         | Gary Aldcorn                | Rudy Migay               | Bill Hicke                 |
| 1957/58 | Johnny Bower         | Ivan Irwin         | Steve Kraftcheck         | Dunc Fisher                 | Willie Marshall          | Gerry Ehman                |
| 1956/57 | Johnny Bower         | Thomas Williams    | Steve Kraftcheck         | Boris Elik                  | Fred Glover Paul Larivée | Bronco Horvath             |
| 1955/56 | Johnny Bower         | Frank Mathers      | Frank Sullivan           | Camille Henry               | Willie Marshall          | Zellio Toppazzini          |
| 1954/55 | Gil Mayer            | Frank Mathers      | Gordon Tottle            | Eddie Olson                 | Fred Glover              | Ross Lowe                  |
| 1953/54 | Gil Mayer            | Frank Mathers      | Frank Eddolls            | Gaye Stewart                | George Sullivan          | Ed Slowinski               |
| 1952/53 | Johnny Bower         | Frank Mathers      | Thomas Williams          | Eddie Olson                 | Guyle Fielder            | Ike Hildebrand             |
| 1951/52 | Johnny Bower         | Frank Mathers      | Tim Horton               | Enio Sclisizzi              | Ray Powell               | Steve Wochy                |
| 1950/51 | Gil Mayer            | Pete Backor        | Hy Buller                | Paul Meger                  | Fred Glover              | Ab DeMarco                 |
| 1949/50 | Terry Sawchuk        | Pete Backor        | Rollie McLenahan         | Bob Carse                   | Les Douglas              | Pete Leswick               |
| 1948/49 | Baz Bastien          | Pete Backor        | Hy Buller                | Sid Smith                   | Murdo MacKay             | Pete Leswick               |
| 1947/48 | Baz Bastien          | Pete Backor        | Ehrhardt Heller          | Carl Liscombe               | Cliff Simpson            | Pete Leswick               |
| 1946/47 | Baz Bastien          | Ernie Dickens      | Hugh Millar              | Bob Carse                   | Johnny Holota            | Phil Hergesheimer          |
| 1945/46 | Nick Damore          | Pete Backor        | Roger Léger              | Joe Bell                    | Les Douglas              | Pete Leswick               |
| 1944/45 | Nick Damore          | Gordon Davidson    | Roger Léger              | Louis Trudel                | Tom Burlington           | Bob Walton                 |
| 1943/44 | Nick Damore          | Hank Lauzon        | Bill Moe                 | Gaston Gauthier             | Tom Burlington           | Phil Hergesheimer          |
| 1942/43 | Gordon Bell          | Roger Jenkins      | Frank Beisler            | Adam Brown                  | Wally Kilrea             | Harry Frost                |
| 1941/42 | Joe Turner           | Bill MacKenzie     | Frank Beisler            | Pete Kelly                  | Les Cunningham           | Harry Frost                |
| 1940/41 | Mike Karakas         | Bill MacKenzie     | Doug Young               | Norm Locking                | Fred Thurier             | Harry Frost                |
| 1939/40 | Moe Roberts          | Walter Kalbfleisch | Fred Robertson           | Norm Locking                | Ronnie Hudson            | Don Deacon                 |
| 1938/39 | Bert Gardiner        | Walter Kalbfleisch | Jack Church              | Don Deacon                  | Kilby MacDonald          | Phil Hergesheimer          |
| 1937/38 | Frank Brimsek        | Charles Shannon    | Larry Molyneaux          | Lorne Duguid                | Bud Cook                 | Charlie Mason              |

## Druhý All-Star Team
Nejvíce nominací: 
- 7 - Jim Morrison

- 4 - Robert Perreault, Dick Gamble, Dunc Fisher, Les Cunningham

- 3 - více hráčů

| Sezona  | Brankář                         | Obránce               | Obránce                  | Levé křídlo         | Centr             | Pravé křídlo                  |
| ------- | ------------------------------- | --------------------- | ------------------------ | ------------------- | ----------------- | ----------------------------- |
| 2019/20 | Connor Ingram                   | Jacob MacDonald       | Brogan Rafferty          | Gerry Mayhew        | Alex Barre-Boulet | Drake Batherson               |
| 2018/19 | Shane Starrett                  | Aaron Ness            | Ethan Prow               | Tyler Benson        | Chris Mueller     | Andrew Poturalski             |
| 2017/18 | Michael Hutchinson              | T. J. Brennan         | Zach Redmond             | Andreas Johnsson    | Austin Czarnik    | Ben Smith                     |
| 2016/17 | Zane McIntyre                   | David Warsofsky       | Tim Heed                 | Cory Conacher       | Travis Boyd       | Chris Terry                   |
| 2015/16 | Matt Murray                     | Robbie Russo          | Will O’Neill             | Mikko Rantanen      | Dustin Jeffrey    | Mike Sislo                    |
| 2014/15 | Jacob Markström                 | Bobby Sanguinetti     | Colin Miller             | Shane Prince        | Jordan Weal       | Brian O’Neill                 |
| 2013/14 | Petr Mrázek                     | Brad Hunt             | Adam Almqvist            | Zach Boychuk        | Andy Miele        | Spencer Abbott                |
| 2012/13 | Curtis McElhinney               | Adam Clendening       | Mark Barberio            | Matt Fraser         | Jeff Taffe        | Brett Connolly                |
| 2011/12 | Ben Bishop                      | Brian Connelly        | Clay Wilson              | Cory Conacher       | T. J. Hensick     | Jon DiSalvatore               |
| 2010/11 | Curtis Sanford                  | Vjatčeslav Vojnov     | André Benoit             | Nigel Dawes         | Keith Aucoin      | Darren Haydar                 |
| 2009/10 | Cédrick Desjardins              | Maxim Noreau          | Clay Wilson              | Charles Linglet     | Corey Locke       | Andrew Gordon                 |
| 2008/09 | Drew MacIntyre                  | Ben Lovejoy           | Cody Franson             | Janne Pesonen       | Jason Krog        | Darren Haydar                 |
| 2007/08 | Drew MacIntyre                  | Brian Salcido         | Joel Kwiatkowski         | Brett Sterling      | Martin St. Pierre | Pierre-Alexandre Parenteau    |
| 2006/07 | Curtis McElhinney               | Nathan Oystrick       | Dustin Byfuglien         | Jason Jaffray       | Keith Aucoin      | Troy Brouwer                  |
| 2005/06 | Wade Flaherty                   | Bryan Helmer          | Thomas Pöck              | Dustin Penner       | Keith Aucoin      | Jiří Hudler                   |
| 2004/05 | Kari Lehtonen                   | Brian Pothier         | Dan Hamhuis              | Michael Cammalleri  | Andy Hilbert      | Jean-Pierre Vigier            |
| 2003/04 | Wade Dubielewicz                | Garrett Stafford      | John Slaney              | Steve Maltais       | Brad Boyes        | Pavel Rosa                    |
| 2002/03 | Maxime Ouellet                  | Brian Pothier         | Marc-André Bergeron      | Michel Picard       | Mark Mowers       | Craig Darby                   |
| 2001/02 | Jean-François Labbé             | Nathan Dempsey        | Greg Hawgood             | Jean-Guy Trudel     | Brian Swanson     | Rico Fata                     |
| 2000/01 | Mika Noronen                    | Radim Bičánek         | Michael Gaul             | Pierre Dagenais     | Ryan Kraft        | Bobby House                   |
| 1999/00 | Mika Noronen                    | Dan Boyle             | Michael Gaul             | Jean-Guy Trudel     | Derek Armstrong   | Daniel Cleary                 |
| 1998/99 | Steve Passmore                  | Dan Boyle             | Terry Virtue             | Jeff Williams       | Steve Guolla      | Richard Park                  |
| 1997/98 | Norm Maracle Richard Shulmistra | Ryan Bast             | David Cooper             | Sean Haggerty       | Steve Guolla      | Paul Brousseau                |
| 1996/97 | Norm Maracle                    | Jamie Rivers          | Pascal Trépanier         | Ralph Intranuovo    | Peter White       | Jan Čaloun                    |
| 1995/96 | Mike Dunham                     | Brad Bombardir        | Terry Hollinger          | Gilbert Dionne      | Jim Montgomery    | Dwayne Norris                 |
| 1994/95 | Corey Schwab                    | Mike Hurlbut          | Darren Rumble            | Ralph Intranuovo    | Peter White       | Andrew Brunette               |
| 1993/94 | Mike Fountain                   | Bob Wilkie            | Robert Cowie             | Michel Picard       | Stéphane Morin    | Patrik Augusta                |
| 1992/93 | Darrin Madeley                  | Pär Djoos             | Jeff Serowik             | Tim Sweeney         | Iain Fraser       | Steven Rice                   |
| 1991/92 | David Littman                   | Stéphane Richer       | Joel Quenneville         | Dan Currie          | Tim Tookey        | Stan Drulia                   |
| 1990/91 | Mark LaForest                   | Jeff Bloemberg        | Mark Ferner              | Patrick Lebeau      | Shaun Van Allen   | Jeff Madill                   |
| 1989/90 | Jim Hrivnak                     | Dennis Smith          | Darren Veitch            | Ross Fitzpatrick    | Mike Richard      | Brian Dobbin                  |
| 1988/89 | Tom Draper                      | Claude Julien         | Sylvain Lefebvre         | Ron Wilson          | Murray Eaves      | Mike Millar                   |
| 1987/88 | Vincent Riendeau                | Richie Dunn           | Murray Brumwell          | Marty Dallman       | Alfie Turcotte    | Dale Krentz                   |
| 1986/87 | Peter Sidorkiewicz              | Jack Brownschidle     | David Fenyves            | Paul Fenton         | Alain Lemieux     | Serge Boisvert                |
| 1985/86 | Sam St. Laurent                 | Jack Brownschidle     | Larry Trader             | Ross Fitzpatrick    | Tim Tookey        | Serge Boisvert                |
| 1984/85 | Sam St. Laurent                 | Neil Belland          | Dale DeGray              | Glenn Merkosky      | Claude Verret     | Mike Siltala                  |
| 1983/84 | Tim Bernhardt                   | Tom Thornbury         | Greg Joly                | Daryl Evans         | Mike Kaszycki     | Mark Lofthouse                |
| 1982/83 | Dave Parro                      | Al Sims               | Réjean Cloutier          | Andy Brickley       | Mitch Lamoureux   | Tony Cassolato                |
| 1981/82 | Ken Holland                     | Lowell Loveday        | Miles Zaharko            | Richard David       | Wayne Schaab      | Steve Larmer                  |
| 1980/81 | Rollie Boutin                   | Dennis Patterson      | Greg Theberge            | Jean-François Sauvé | Paul Evans        | Tony Cassolato                |
| 1979/80 | Murray Bannerman                | Dennis Patterson      | Brian Young              | Darryl Sutter       | Keith Acton       | Daniel Métivier               |
| 1978/79 | Pete Peeters                    | Dennis Patterson      | Bob Bilodeau             | Jerry Byers         | Bobby Sheehan     | Dave Lumley                   |
| 1977/78 | Mario Lessard                   | John Bednarski        | Bob Bilodeau Chuck Luksa | Charlie Simmer      | Rick Adduono      | Pat Hughes                    |
| 1976/77 | Paul Harrison                   | Al Sims               | Gary Geldart             | Ron Garwasiuk       | Pierre Mondou     | Gordie Clark                  |
| 1975/76 | Don Edwards                     | Al Simmons            | Gord Smith               | Glenn Goldup        | Guy Chouinard     | Gordie Clark                  |
| 1974/75 | Dave Reece                      | Rick Pagnutti         | Bill Plager              | Hartland Monahan    | Peter Sullivan    | Alain Langlais                |
| 1973/74 | Denis DeJordy                   | John Bednarski        | Duane Rupp               | Jerry Byers         | Art Stratton      | Marc Dufour                   |
| 1972/73 | Michel Larocque                 | Ralph Keller          | Rick Pagnutti            | John Gould          | Morris Stefaniw   | Ron Anderson                  |
| 1971/72 | Michel Belhumeur                | Jim Morrison          | Ralph MacSweyn           | Don Blackburn       | Don Tannahill     | Buster Harvey                 |
| 1970/71 | Gary Kurt                       | Kent Douglas          | Ray Fortin               | Stan Gilbertson     | Bob Leiter        | Wayne Rivers                  |
| 1969/70 | Jack Norris                     | Mike McMahon          | Paul Curtis              | Don Blackburn       | Gord Labossiere   | Norm Beaudin                  |
| 1968/69 | Ernie Wakely                    | Jim Morrison          | Ron Ingram               | Jean-Marie Cossette | Dennis Hextall    | Wayne Hicks                   |
| 1967/68 | Bob Perreault                   | Jim Morrison          | Marc Reaume              | Roger DeJordy       | Dave Creighton    | Simon Nolet                   |
| 1966/67 | Gilles Villemure                | Jim Morrison          | Duane Rupp               | Dick Gamble         | Mike Nykoluk      | Wayne Rivers                  |
| 1965/66 | George Gardner Les Binkley      | Noel Price            | Duane Rupp               | Gene Ubriaco        | Jim Pappin        | Cleland Mortson               |
| 1964/65 | Ed Chadwick                     | Jim Morrison          | John Miszuk              | Dick Gamble         | Bronco Horvath    | Wayne Hicks                   |
| 1963/64 | Les Binkley Roger Crozier       | Jim Morrison          | Doug Harvey              | Jim Anderson        | Fred Glover       | Bronco Horvath                |
| 1962/63 | Charlie Hodge                   | Ian Cushenan          | Bruce Cline              | Doug Robinson       | Hank Ciesla       | Bob McCord                    |
| 1961/62 | Bob Perreault                   | Jim Morrison          | Floyd Smith              | Dick Gamble         | Willie Marshall   | Bob McCord                    |
| 1960/61 | Ed Chadwick                     | Steve Kraftcheck      | Howie Yanosik            | Jim Anderson        | Bill Sweeney      | Gerry Ehman                   |
| 1959/60 | Marcel Paille                   | Gus Mortson           | Floyd Smith              | Parker MacDonald    | Larry Wilson      | Bob McCord                    |
| 1958/59 | Bob Perreault                   | Frank Martin          | Larry Zeidel             | Eddie Mazur         | Harry Pidhirny    | Ken Schinkel                  |
| 1957/58 | Gerry McNeil Bob Perreault      | Frank Mathers         | Thomas Williams          | Boris Elik          | Fred Glover       | Cal Gardner                   |
| 1956/57 | Marcel Paille Harry Lumley      | Frank Sullivan        | Ivan Irwin               | Eddie Mazur         |                   | Dunc Fisher                   |
| 1955/56 | Gil Mayer                       | Steve Kraftcheck      | Andy Branigan            | Parker MacDonald    | Larry Wilson      | Dunc Fisher                   |
| 1954/55 | Don Simmons                     | Frank Sullivan        | Murray Henderson         | Dick Gamble         | Kenny Wharram     | Zellio Toppazzini Dunc Fisher |
| 1953/54 | Emile Francis                   | Fred Shero            | Thomas Williams          | Danny Lewicki       | Lorne Ferguson    | Dunc Fisher                   |
| 1952/53 | Gil Mayer                       | Ed Reigle Keith Allen | Bill Juzda               | Bob Solinger        | Kelly Burnett     | Lorne Davis                   |
| 1951/52 | Gordie Henry                    | Ed Reigle             | Thomas Williams          | Jackie Hamilton     | Buddy O’Connor    | Barry Sullivan                |
| 1950/51 | Johnny Bower                    | Hugh Currie           | Marcel Pronovost         | Billy Gooden        | Fred Thurier      | Wally Hergesheimer            |
| 1949/50 | Connie Dion                     | Danny Sprout          | Al Dewsbury              | Paul Meger          | Ab DeMarco        | Roy Kelly                     |
| 1948/49 | Ralph Almas                     | Danny Sprout          | Stan Kemp                | Carl Liscombe       | Harvey Fraser     | Phil Hergesheimer             |
| 1947/48 | Roger Bessette                  | Hugh Millar           | Eddie Bush               | Paul Gladu          | Eldred Kobussen   | Phil Hergesheimer             |
| 1946/47 | Harvey Bennett                  | Elwyn Morris          | Ehrhardt Heller          | Cliff Simpson       | Les Douglas       | Pete Leswick                  |
| 1945/46 | Connie Dion                     | Hugh Millar           | Dick Adolph              | Louis Trudel        | Tom Burlington    | Norm Larson                   |
| 1944/45 | Roger Bessette                  | Danny Sprout          | Dick Adolph              | Billy Gooden        | Les Cunningham    | Pete Leswick                  |
| 1943/44 | Roger Bessette                  | Gordon Davidson       | Dick Adolph              | Louis Trudel        | Les Cunningham    | Wendell Jamieson              |
| 1942/43 | Mike Karakas                    | Bill MacKenzie        | Hank Lauzon              | Norm Locking        | Les Cunningham    | Bill Summerhill               |
| 1941/42 | Claude Bourque                  | Fred Robertson        | Doug McCaig Bob Goldham  | Louis Trudel        | Fred Thurier      | Joffre Desilets               |
| 1940/41 | Chuck Rayner                    | Fred Robertson        | Frank Beisler            | Georges Mantha      | Les Cunningham    | Joffre Desilets               |
| 1939/40 | Bert Gardiner                   | Bill MacKenzie        | Larry Molyneaux          | Tony Hemmerling     | Max Kaminsky      | Art Giroux                    |
| 1938/39 | Alfie Moore                     | Art Lesieur           | Jimmy Orlando            | Bob Carse           | George Allen      | Larry Aurie                   |
| 1937/38 | Moe Roberts                     | Art Lesieur           | Walter Kalbfleisch       | Eddie Convey        | Sammy McManus     | Jack Markle                   |